# بورلی (ماساچوست)
{{Infobox settlement
|official_name            = بورلی، ماساچوست
|motto                    =
|image_skyline            = 
|imagesize                =
|image_caption            = Post Office in 1919
|image_seal               =
|image_flag               =
|image_map                = Beverly_ma_highlight.png
|mapsize                  = 250px
|map_caption              = Location in Essex County in Massachusetts
|image_map1               =
|mapsize1                 =
|map_caption1             =
|subdivision_type         = کشور
|subdivision_name         = ایالات متحده آمریکا
|subdivision_type1        = ایالت
|subdivision_name1        = ماساچوست
|subdivision_type2        = شهرستان
|subdivision_name2        = اسکس
|established_title        = سال بنیان‌گذاری
|established_date         = ۱۶۲۶
|established_title2       = سال شهر شدن
|established_date2        = ۱۶۲۶
|established_title3       =
|established_date3        =
|government_type          = Mayor-council city
|leader_title             = شهردار
|leader_name              = William Scanlon, Jr.
|leader_title1            = 
|leader_name1             =
|area_magnitude           =
|area_total_km2           = ۵۸٫۹
|area_total_sq_mi         = ۲۲٫۷
|area_land_km2            = ۴۳٫۰
|area_land_sq_mi          = ۱۶٫۶
|area_water_km2           = ۱۵٫۹
|area_water_sq_mi         = ۶٫۱
|population_as_of         = July 1, 2008
|settlement_type          = شهر
|population_total         = ۳۹٬۳۴۳
|population_density_km2   = ۶۶۸
|population_density_sq_mi = ۱۷۳۳
|elevation_m              = ۳
|elevation_ft             = ۹
|timezone                 = EST
|utc_offset               = -۵
|timezone_DST             = EDT
|utc_offset_DST           = -۴
| مختصات = ۴۲°۳۳′۳۰″ شمالی ۷۰°۵۲′۴۸″ غربی / ۴۲٫۵۵۸۳۳°شمالی ۷۰٫۸۸۰۰۰°غربی
بِوِرلی (به انگلیسی: Beverly) شهری در شهرستان اسکس ایالت ماساچوست می‌باشد که در سال ۱۶۶۸ بنیان‌گذاری شده‌است. این شهر در سرشماری سال ۲۰۱۰ میلادی، ۳۹٬۵۰۲ نفر جمعیت داشته‌است.